# Nagai Stadion
A Nagai Janmar Stadion (japánul: ヤンマースタジアム長居) egy labdarúgó-stadion Oszakában, Japánban. A 2002-es labdarúgó-világbajnokságon két csoportmérkőzést és egy negyeddöntőt rendeztek itt. Befogadóképessége: 45409 fő. A japán első osztályban szereplő Cerezo Oszaka otthona.
A létesítményt 1964-ben nyitották 23000 fővel. 1996-ban bővítették 50000-re, 2007-ben pedig újabb felújításon esett át. 

## Események

### 2002-es labdarúgó-világbajnokság
| Dátum            | Pályaválasztó | Eredmény     | Vendég      | Forduló     |
| ---------------- | ------------- | ------------ | ----------- | ----------- |
| 2002. június 12. | Nigéria       | 0 – 0        | Anglia      | F csoport   |
| 2002. június 14. | Tunézia       | 0 – 2        | Japán       | H csoport   |
| 2002. június 22. | Szenegál      | 0 – 1 (a.g.) | Törökország | Negyeddöntő |